# 多布里德尼夫卡
47°28′52″N 30°28′39″E / 47.48111°N 30.47750°E
多布里德尼夫卡（烏克蘭語：Добриднівка）是位於烏克蘭西南部的村莊，由敖德萨州贝雷济夫卡区的安德里耶沃-伊萬尼夫卡市鎮負責管轄。該村始建於1894年，面積0.4平方公里，海拔高度45米，2001年人口155，人口密度每平方公里387.5人。